# Стефан Ботнарчук
Стефан Ботнарчук (народився 1875, Бєльці, Російська імперія) — фермер, за національністю українець, родом з Бєльц, член Сфатул Церію.

## Сфатул Церій
27 березня 1918 Стефан Ботнарчук проголосував за унію Молдовської Демократичної Республіки з Румунським королівством.